# Tiruppuvanam
Tiruppuvanam är en ort i Indien.   Den ligger i distriktet Sivaganga och delstaten Tamil Nadu, i den södra delen av landet, 2 100 km söder om huvudstaden New Delhi. Tiruppuvanam ligger 109 meter över havet och antalet invånare är 22 517.
Terrängen runt Tiruppuvanam är mycket platt. Runt Tiruppuvanam är det tätbefolkat, med 276 invånare per kvadratkilometer. Närmaste större samhälle är Madurai, 18,2 km nordväst om Tiruppuvanam. Trakten runt Tiruppuvanam består till största delen av jordbruksmark.